# Калегино
Кале́гино (баш. Калегин) — деревня в Калтасинском районе Башкортостана, административный центр Калегинского сельсовета.

## История
Основана в XVIII веке. По переписи 1897 года село в Кутеремской волости Бирского уезда Уфимской губернии. В 1922—1930 годах — административный центр Калегинской волости Бирского кантона.

## Население
| 2002 | 2009 | 2010 |
| ---- | ---- | ---- |
| 330  | ↗347 | ↘311 |

## Географическое положение
Расстояние до:
- районного центра (Калтасы): 35 км,
- ближайшей ж/д станции (Янаул): 83 км.

## Интересные факты
В деревне родилась мать Юрия Лужкова Анна Петровна Лужкова (в девичестве — Сыропятова; 1912—1994). Этот факт истории семьи использовался Юрием Лужковым в политике, особенно при агитации жителей Башкортостана за его будущую кандидатуру в 1998 году (фактически на выборах Президента России 2000 года).